# Klosterkirche St. Klara (Freising)

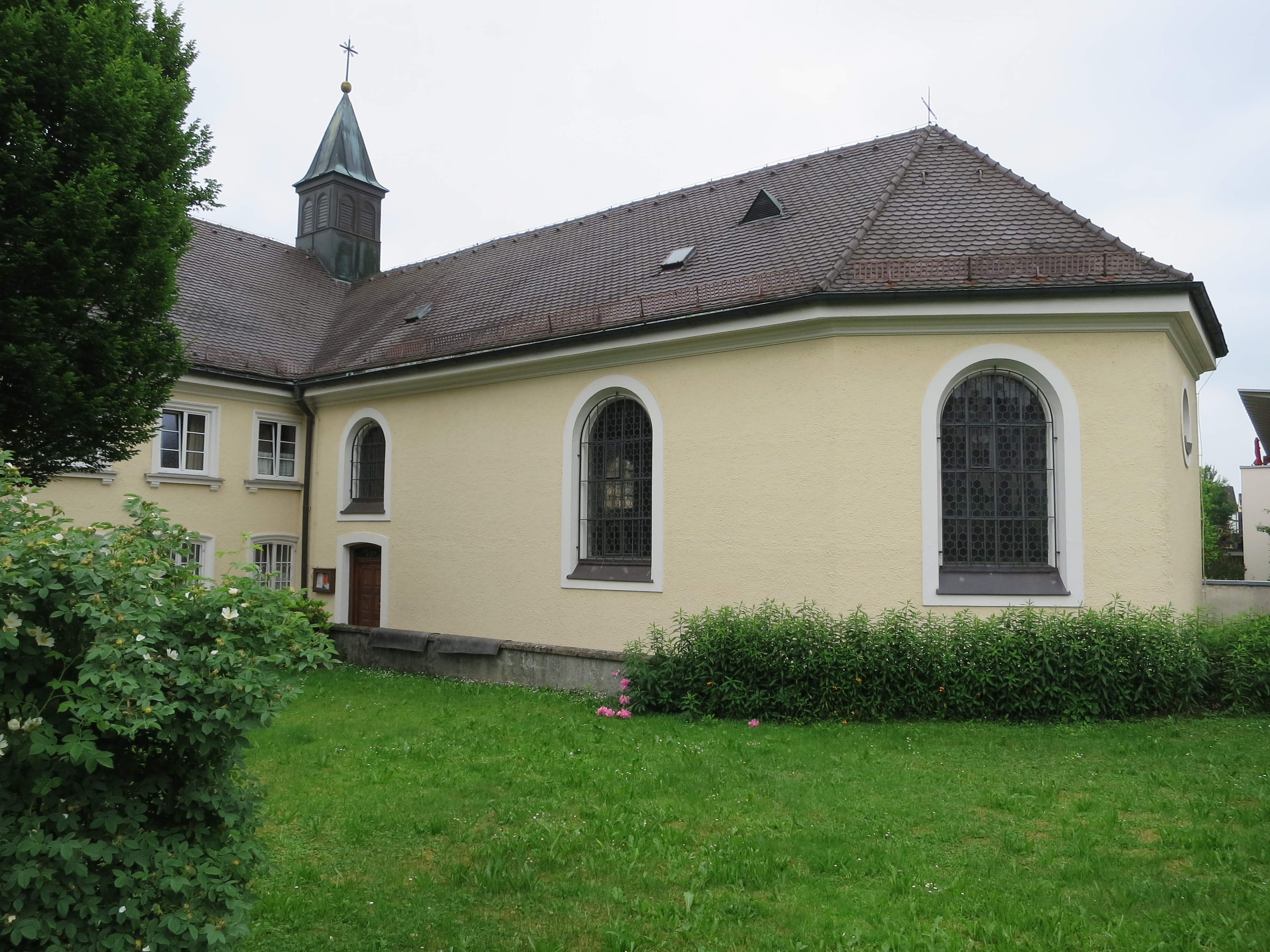
Klosterkirche St. Clara – eine kleine Kapelle

Die Klosterkirche St. Klara ist eine kleine Kirche in Freising. Sie gehört zum Kloster der Armen Schulschwestern von Unserer Lieben Frau, dem einzigen noch existierenden christlichen Kloster in Freising. Das renovierte „Klösterl“ dient gegenwärtig als Altenheim, das 30 Schwestern bewohnen.

## Geschichte
1846 errichtete Stadtpfarrer Plank auf dem erworbenen Gebiet des Hofgartens das Kloster St. Klara mit Kapelle und rief 1850 die Armen Schulschwestern aus dem Anger in München zur Betreuung von Kindern und Jugendlichen. Ursprünglich waren Klarissinnen – daher der Name St. Klara! – vorgesehen, doch wurde der beschauliche Orden von der Stadt nicht genehmigt.
Der nahe gelegene Friedhof geht auf 1868 zurück, das ehemalige Waisenhaus und die Grotte auf das Jahr 1883.

## Gotischer Flügelaltar
Der aus der Zeit um 1429/35 stammende Flügelaltar ist der bedeutendste gotische Flügelaltar in Freising. Genauer noch steht es im Dehio: Ein Hauptwerk der Salzburger Malerei des Weichen Stils ist das Flügelretabel aus Weildorf bei Laufen von 1429, durch Joachim Sighart 1865 erworben.
Die Bemalung der Flügel – Szenen aus dem Marienleben – wurde von einer Salzburger Schule getätigt. Die Madonna in der Altarnische ist eine Nachbildung einer spätgotischen Muttergottes (1430), der sogenannten Weildorfer Madonna. Das Gewand war der damaligen Zeit entsprechend ein Symbol der Gnade: Der Faltenreichtum des Gewandes lässt Maria als die Gnadenvolle erkennen. Sie trägt die himmlische Krone, in ihren Armen hält sie das göttliche Kind. Der Apfel in der Hand des Kindes ist Sinnbild für die Schuld Evas.
Altarflügel mit Szenen aus dem Marienleben:
- Innenseite: Verkündigung an Maria, Anbetung der Heiligen Drei Könige, Geburt Jesu, Tod Mariens
- Außenseite: Heimsuchung Mariens, Darstellung des Jesuskindes im Tempel, Beschneidung, Flucht nach Ägypten.

Auf der Innen- wie auf der Außenseite sind je zwei Propheten mit einem Spruchband dargestellt.